# Harold Warrender
Harold Warrender (Londres, 15 de novembro de 1903 — Gerrards Cross, 6 de maio de 1953) foi um ator britânico da era do cinema mudo.

## Filmografia selecionada
- Leave It to Blanche (1934)
- Lady in Danger (1934)
- Mimi (1935)
- Lazybones (1935)
- Invitation to the Waltz (1935)
- Contraband (1940)
- Convoy (1940)
- Sailors Three (1943)
- Under the Frozen Falls (1948)
- Scott of the Antarctic (1948)
- Warning to Wantons (1949)
- Conspirator (1949)
- Pandora and the Flying Dutchman (1951)
- The Six Men (1951)
- Where No Vultures Fly (1951)
- Ivanhoe (1952)
- Time Bomb (1953)
- Intimate Relations (1953)